# Fußballnationalmannschaft von Trinidad und Tobago (U-17-Juniorinnen)
Die U-17-Fußballnationalmannschaft von Trinidad und Tobago der Frauen repräsentiert Trinidad und Tobago im internationalen Frauenfußball. Die Nationalmannschaft untersteht der Trinidad and Tobago Football Association und wird seit Dezember 2021 von Jason Spence trainiert.
Die Mannschaft tritt bei der U-17-Nord- und Zentralamerikameisterschaft und der U-17-Weltmeisterschaft für Trinidad und Tobago an. Bei den vier bisherigen Teilnahmen an der Nord- und Zentralamerikameisterschaft kam das Team jedoch nie über die Gruppenphase hinaus. Auch bei ihrer bislang einzigen Qualifikation für die U-17-Weltmeisterschaft 2010 schied die trinidad-tobagische U-17-Auswahl bereits nach der Vorrunde aus.

## Turnierbilanz

### Weltmeisterschaft
| Jahr   | Gastgeber           | Platzierung        |
| ------ | ------------------- | ------------------ |
| 2008   | Neuseeland          | nicht qualifiziert |
| 2010   | Trinidad und Tobago | Gruppenphase       |
| 2012   | Aserbaidschan       | nicht qualifiziert |
| 2014   | Costa Rica          | nicht qualifiziert |
| 2016   | Jordanien           | nicht qualifiziert |
| 2018   | Uruguay             | nicht qualifiziert |
| 2021 1 | Indien 1            | – 1                |
| 2022   | Indien              | nicht qualifiziert |

### Nord- und Zentralamerikameisterschaft
| Jahr   | Gastgeber                    | Platzierung        |
| ------ | ---------------------------- | ------------------ |
| 2008   | Trinidad und Tobago          | Gruppenphase       |
| 2010   | Costa Rica                   | nicht qualifiziert |
| 2012   | Guatemala                    | Gruppenphase       |
| 2013   | Jamaika                      | Gruppenphase       |
| 2016   | Grenada                      | nicht qualifiziert |
| 2018   | Nicaragua Vereinigte Staaten | nicht qualifiziert |
| 2020 2 | Mexiko 2                     | – 2                |
| 2022   | Dominikanische Republik      | Gruppenphase       |